# 斯温登足球俱乐部
史雲頓足球會（英語：Swindon Town Football Club）是位於英格蘭西南部威爾特郡的斯温顿的職業足球會，於2009/10年球季的升班附加賽落敗後，翌季竟淪落至以墊底成績降級到英格蘭乙組聯賽作賽，一季後贏得冠軍重返英格蘭足球甲級聯賽。

## 大事紀年
| 年 份   | 事 項 |
| ------- | --- |
| 1894–95 | 南部聯賽（Southern League）創始成員。南部聯賽排第九位，雖然鄰選賽1-5負於新布普頓（New Brompton），仍獲准留級                                   |
| 1897–98 | 同時參加西部〈職業〉聯賽（Western League）。西部《職業》聯賽亞軍                                                                               |
| 1898–99 | 西部《甲組》聯賽冠軍 |
| 1900-01 | 南部聯賽排第十五位，鄰選賽0-0賽和賓福特，獲准留級                                                                                              |
| 1901-02 | 南部聯賽排第十六位，鄰選賽3-0擊敗富咸，獲准留級                                                                                                |
| 1908-09 | 南部聯賽亞軍 |
| 1909-10 | 南部聯賽亞軍。晉身足總杯四強 |
| 1910-11 | 南部聯賽冠軍 |
| 1911-12 | 晉身足總杯四強 |
| 1912–13 | 南部聯賽亞軍 |
| 1913–14 | 南部聯賽冠軍（第二次） |
| 1920–21 | 足球聯盟南區丙組聯賽創始成員 |
| 1958–59 | 聯賽重組後被置於丙組聯賽 |
| 1962–63 | 丙組聯賽亞軍，升級乙組 |
| 1965    | 乙組聯賽排第廿一位，降級丙組 |
| 1968–69 | 丙組聯賽亞軍，升級乙組。決賽3-1擊敗阿仙奴 ，聯賽杯冠軍                                                                                         |
| 1974    | 乙組聯賽排第廿二位，降級丙組 |
| 1979–80 | 晉身聯賽杯四強 |
| 1982    | 丙組聯賽排第廿二位，降級丁組 |
| 1985–86 | 丁組聯賽冠軍，升級丙組 |
| 1986–87 | 丙組聯賽排第三位，附加賽準決賽兩回合累計3-2擊敗韋根，決賽兩回合累計2-2平手，重賽2-0擊敗基寧咸，升級乙組                                        |
| 1988–89 | 乙組聯賽排第六位，附加賽準決賽兩回合累計1-2負於水晶宮                                                                                          |
| 1989–90 | 乙組聯賽排第四位，附加賽準決賽兩回合累計4-2擊敗布力般流浪，溫布萊決賽1-0擊敗新特蘭，升級甲組。但因非法付款而被罰降級丙組，上訴得直獲准留級乙組 |
| 1992–93 | 超聯成立，乙組改組為甲組〈II〉。甲組〈II〉聯賽排第五位，附加賽準決賽兩回合累計5-4擊敗燦美爾，溫布萊決賽4-3擊敗莱斯特城，升級超級聯賽           |
| 1994    | 超級聯賽排第廿二位，降級甲組〈II〉 |
| 1994–95 | 晉身聯賽杯四強。甲組〈II〉聯賽排第廿一位，降級乙組〈III〉                                                                                      |
| 1995–96 | 乙組〈III〉聯賽冠軍，升級甲組〈II〉 |
| 2000    | 甲組〈II〉聯賽排第廿四位，降級乙組〈III〉 |
| 2003-04 | 乙組〈III〉聯賽排第五位，附加賽準決賽兩回合累計3-3，十二碼3-4負於白禮頓                                                                        |
| 2004-05 | 乙組〈III〉更名“英甲” |
| 2005-06 | 英甲排第廿三位，降級英乙 |
| 2006-07 | 英乙季軍，升級英甲 |
| 2009-10 | 英甲排第五位，附加賽準決賽兩回合累計3-3，十二碼5-4淘汰，溫布萊決賽0-1負於                                                                      |
| 2010-11 | 英甲排第廿四位，降班英乙 |
| 2011-12 | 決賽0-2負於，聯賽錦標亞軍；英乙冠軍，升班英甲                                                                                                  |
| 2012–13 | 英甲聯賽排第六位，附加賽準決賽兩回合累計4-4，十二碼4-5負於                                                                                     |
| 2014–15 | 英甲聯賽排第四位，附加賽準決賽兩回合累計7-6淘汰，溫布萊決賽0-4負於普雷斯頓                                                                     |
| 2021–22 | 英乙聯賽第六位，附加賽準決賽兩回合累計2-2，加時0-0，十二碼5-6负於                                                                              |

## 近況
參見2015年至2016年英格蘭足球甲級聯賽
- 2015年10月17日，最近8戰未嘗勝果，僅以得失球差得以位於降班區域之上的第20位，領隊（Mark Cooper）被辭退[1]。
- 2015年11月3日，聘請前托基聯主帥马丁·灵（Martin Ling） 擔任一隊領隊，簽約兩年半[2]。
- 2015年12月29日，一隊領隊马丁·灵（Martin Ling）以"健康理由"辭職，執教僅56日，期間9戰5勝[3]。
- 2016年3月9日，看守主教練卢克·威廉姆斯（英语：Luke Williams (football manager)）（Luke Williams）帶領球隊10戰取得6勝，獲委正職，簽約5年[4]。

### 盃賽成績
| 圈數             | 日期          | 主／客   | 對賽球隊 | 紀錄                                       |
| 聯 賽 盃         | 聯 賽 盃      | 聯 賽 盃 | 聯 賽 盃 | 聯 賽 盃                                   |
| ---------------- | ------------- | -------- | -------- | ------------------------------------------ |
| 第一圈           | 2015年8月11日 | 主       |          | 負1-2 （页面存档备份，存于）               |
| 聯 賽 錦 標      |               |          |          |                                            |
| 第一圈（南區西） | 2015年9月1日  | 客       | 新港郡   | 勝1-1 （页面存档备份，存于） （十二碼7-6） |
| 第二圈（南區西） | 2015年10月6日 | 客       | 牛津聯   | 負0-2                                      |
| 足 總 盃         |               |          |          |                                            |
| 第一圈           | 2015年11月7日 | 客       | 羅奇代爾 | 負1-3 （页面存档备份，存于）               |

## 主場球場

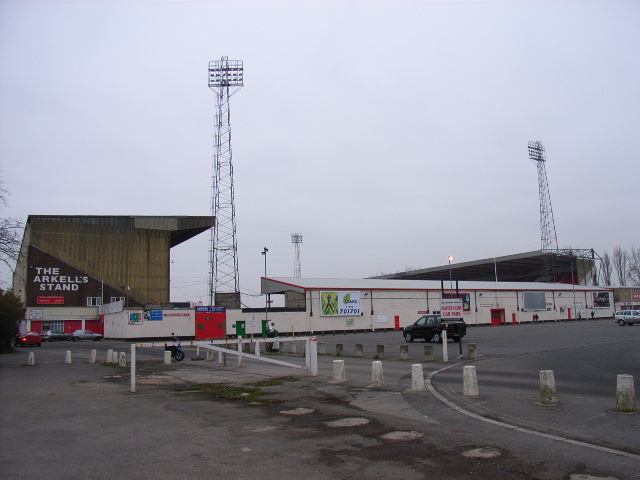
郡球場

郡球場（County Ground）是位於英格蘭鄰近斯温顿市中心的一座足球場，自1896年以來一直是史雲頓足球會的主場球場，現時為全坐席可容15,728名觀眾。在球場以北為史雲頓木球會（Swindon Cricket Club）， 其球場亦稱為「郡球場」，於1893年至1896年間曾被足球會使用。

## 榮譽

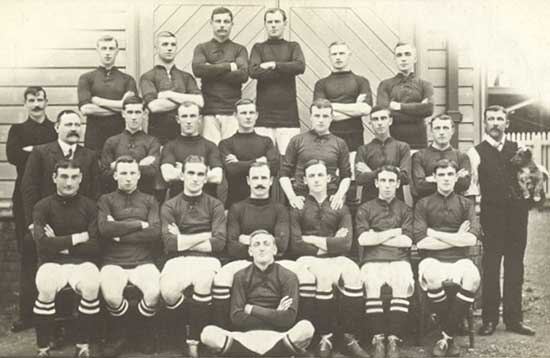
1909/10年球季陣容

| 榮譽                      | 次數        | 年度                   |
| 聯 賽 比 賽               | 聯 賽 比 賽 | 聯 賽 比 賽            |
| ------------------------- | ----------- | ---------------------- |
| 乙組〈III〉聯賽 冠軍      | 1           | 1995/1996年。          |
| 甲組〈II〉聯賽附加賽 冠軍 | 1           | 1992/1993年。          |
| 乙組聯賽附加賽 冠軍       | 1           | 1989/1990年。          |
| 丙組聯賽附加賽 冠軍       | 1           | 1986/1987年。          |
| 丁組聯賽 冠軍             | 1           | 1985/1986年。          |
| 英乙聯賽 冠軍             | 1           | 2011/2012年。          |
| 南部聯賽 冠軍             | 2           | 1910/11年, 1913/14年。 |
| 西部聯賽 冠軍             | 1           | 1898/1899年。          |
| 杯 賽 比 賽               |             |                        |
| 聯賽杯 冠軍               | 1           | 1968/1969年。          |
| 歐 洲 比 賽               |             |                        |
| 英義盃 冠軍               | 1           | 1970年。               |
| 英義聯賽盃 冠軍           | 1           | 1969年。               |

## 著名球星
- 阿迪尼斯（英语：Osvaldo Ardiles）（Ossie Ardiles）
- 格連·荷度（Glenn Hoddle）
- 魯鐸克（Neil Ruddock）
- 盧·馬卡利（Lou Macari）